# Lycosa leucophaeoides
Lycosa leucophaeoides är en spindelart som först beskrevs av Roewer 1951.  Lycosa leucophaeoides ingår i släktet Lycosa och familjen vargspindlar.
Artens utbredningsområde är Queensland. Inga underarter finns listade i Catalogue of Life.